# Steuerbezirk Wieting
Der Steuerbezirk Wieting war in der ersten Hälfte des 19. Jahrhunderts einer der 89 Bezirke der Provinz Kärnten. Er umfasste folgende vier Steuergemeinden in ihren damaligen Grenzen: 
- Katastralgemeinde Buch
- Katastralgemeinde Dullberg
- Katastralgemeinde Kirchberg
- Katastralgemeinde Wieting

Der Bezirk umfasste eine Fläche von 5990 Joch, das entspricht etwa 34 km². Im Jahr 1846 hatte der Bezirk 1066 Einwohner.
Im Zuge der Reformen nach der Revolution von 1848/49 wurden die Steuerbezirke aufgelöst. Die bis dahin dem Steuerbezirk Wieting zugehörigen Steuergemeinden wurden dann der neu errichteten politischen Gemeinde Wieting zugeteilt. Heute gehören diese Katastralgemeinden zur Gemeinde Klein Sankt Paul; ein kleiner Teil der Katastralgemeinde Wieting wurde 1973 an die Katastralgemeinde Hollersberg und somit an die Gemeinde Guttaring abgetrennt.